# Felis
Felis (Linnaeus, 1758), è un genere di mammiferi carnivori della famiglia Felidae.

## Tassonomia
Comprende le seguenti specie:
- Felis bieti, gatto del deserto della Cina
- Felis chaus, gatto della giungla
- Felis margarita, gatto delle sabbie
- Felis nigripes, gatto dai piedi neri
- Felis silvestris, gatto selvatico
- Felis lybica, gatto africano
- Felis catus, gatto domestico.

Tra le specie una volta comprese nel genere ma ora classificate a parte ricordiamo:
- Caracal, Caracal caracal
- Ocelotto, Leopardus pardalis
- Margay, Leopardus wiedii
- Gatto di Pallas o manul, Otocolobus manul
- Puma, Puma concolor